# Castilleja hidalgensis
Castilleja hidalgensis är en snyltrotsväxtart som beskrevs av J.M.Egger. Castilleja hidalgensis ingår i släktet målarborstar, och familjen snyltrotsväxter. Inga underarter finns listade i Catalogue of Life.